# Yelyzaveta Kalanina
Yelyzaveta Kalanina –en ucraniano, Єлизавета Каланіна– (1 de febrero de 1995) es una deportista ucraniana que compite en judo.
Ganó dos medallas de bronce en el Campeonato Europeo de Judo, en los años 2018 y 2020, y una medalla de bronce en el Campeonato Europeo de Judo por Equipo Mixto de 2018.

## Palmarés internacional
| Campeonato Europeo                  | Campeonato Europeo      | Campeonato Europeo | Campeonato Europeo |
| Año                                 | Lugar                   | Medalla            | Categoría          |
| ----------------------------------- | ----------------------- | ------------------ | ------------------ |
| 2018                                | Tel Aviv (Israel)       | Medalla de bronce  | +78 kg             |
| 2020                                | Praga (República Checa) | Medalla de bronce  | +78 kg             |
| Campeonato Europeo por Equipo Mixto |                         |                    |                    |
| Año                                 | Lugar                   | Medalla            | Categoría          |
| 2018                                | Ekaterimburgo (Rusia)   | Medalla de bronce  | Equipo mixto       |